# Miles Boykin
Miles Boykin (Tinley Park, 12 ottobre 1996) è un giocatore di football americano statunitense che milita nel ruolo di wide receiver per i Pittsburgh Steelers della National Football League (NFL).

## Carriera

### Baltimore Ravens
Boykin fu scelto nel corso del terzo giro (93º assoluto) del Draft NFL 2019 dai Baltimore Ravens. Debuttò come professionista partendo come titolare nella gara del primo turno contro i Miami Dolphins andando subito a segno con un touchdown ricevuto dal quarterback Lamar Jackson. La sua stagione da rookie si chiuse con 13 ricezioni per 198 yard e 3 touchdown disputando tutte le 16 partite, di cui 11 come titolare.

### Pittsburgh Steelers
Il 19 aprile 2022 Boykin firmò con i Pittsburgh Steelers.